# セキララ☆新発見 ものしりティーチャー
『セキララ☆新発見 ものしりティーチャー（セキララしんはっけん ものしりティーチャー）』は、2013年10月21日から2014年3月10日まで関西テレビで毎週月曜日19時00分 - 19時55分 (JST) に放送されていたバラエティ番組である。
2013年1月14日から同年9月16日までは、『口出しゴメン!セキララ☆小町』（くちだしゴメン セキララこまち）のタイトルで放送されていた。

## 概要
「女性の女性による女性のための井戸端会議場」というコンセプトのもと、女性たちのセキララ話に女性パネラーが口出ししていき、トークが繰り広げられるバラエティ番組として、2013年1月14日から『口出しゴメン!セキララ☆小町』のタイトルで放送開始された。
レギュラー放送に先駆けて、2012年12月22日の15:00 - 16:00に『口出しゴメン!セキララ☆小町 PREmium（くちだしゴメン セキララこまち プレミアム）』が放送された。また、2013年4月13日の15:00 - 16:00には特別編として『蔵出しゴメン!セキララ☆小町 女のウップン大爆発スペシャル』が放送された。
視聴者から「松嶋さん聞いて〜!セキララ☆女のウップン白書」の投書を募集し、投稿者の中から抽選で毎週8名に番組特製クオカードがプレゼントされた。また、スーパーマーケット・ライフの近畿圏店舗内に設置された応募ハガキで投稿した視聴者の中から、抽選で毎週8名にライフ商品券3000円分がプレゼントされた。
2013年10月21日からは、『セキララ☆新発見 ものしりティーチャー』に改題し、その道のプロから教わる裏ワザや情報を伝え、視聴者が番組を見ているだけでものしりになれる番組内容にリニューアル。それに先駆けて放送された同年9月16日放送分の『10月からパワーアップ! みんなで“ものしり”になるねんSP』から、フリーアナウンサーの山本浩之がレギュラーに加わった。

## 出演者

### 司会
- 松嶋尚美（2013年9月16日は産休で欠席[3]）

### 進行
- 山本浩之（2013年9月16日 - 、「新発見!ものしりツアー」ではものしり案内人）

### レギュラーパネラー
- ホラン千秋（2013年9月9日までは進行）

## コーナー一覧

### 現在のコーナー
目指せ快適生活 ものしりテスト
その道のプロである専門家（番組内では「ものしりティーチャー」と呼称）の監修のもと作成されたテスト形式で、松嶋とパネラーが解答しながらテーマについて学んでいく。出題された問題に正解すると、次の問題も引き続き解答できるが、不正解の場合はその場で失格となり、全問題が終了するまで画面から消えてしまう。全問題終了後、ものしりティーチャーからの解説が行われる。なお、第3回・第6回では、指名された出演者が問題に解答し、不正解になっても画面からは消えなかった形式の出題も行われている。
新発見!ものしりツアー
ものしり案内人の山本とともに、ゲスト数名がスポットをめぐり、その道中でものしりティーチャーがより楽しむための裏ワザやお得な情報を紹介し、ゲストが実際に体験して新発見していく。また、スタジオのパネラーに向けてクイズが出題されることもある。コーナータイトルは「新発見!ものしりツアー in ○○（○○には、その回で訪れるスポットが入り、毎回異なる）」となる。

### 『口出しゴメン!セキララ☆小町』のコーナー
松嶋さん聞いて〜!セキララ☆女のウップン白書
松嶋に聞いてほしいウップン話を視聴者から投稿で募り、再現ドラマにしてスタジオで鑑賞後、女性パネラー全員があれこれトークを繰り広げる。このコーナーのみ、男性パネラーはパーテーションで仕切られた部屋であぐら座りで待機させられ、松嶋がボタンを押してパーテーションが下げられた時のみ発言できる（女性パネラーが本音をしゃべるのに邪魔なため）。
セキララ☆ダンナgaプロデュース
ダンナからの要望をもとに、普段の奥様のヘアメイク・ファッションを変身させ、もう一度トキメキを取り戻させようというコーナー。ダンナプロデュースを実行するにあたり、奥様はプロデューサーであるダンナの指示に必ず従ってもらうという誓約書にサインをしてもらう。その代わり、最終的に着用した洋服はすべて奥様にプレゼントされる。コーナー第1回はスギちゃん、第2回以降はサンドウィッチマンがリポートを担当。
イケメン 勝手にプロファイル
イケメン有名人自身が撮影したプライベート写真を公開し、女性パネラーがそれを見ながら、イケメン有名人の素顔や性格を勝手に分析する。
気ママに旬×感×旅（きママにしゅんかんトリップ）→先取りカレンダー 京都旬×感×旅（さきどりカレンダー きょうとしゅんかんトリップ）
羽野晶紀とくわばたりえ（クワバタオハラ）が京都で旬を先取りできるスポットを訪れ、旬を感じていく。最後に羽野・くわばたの交渉で、視聴者に向けたお得なサービスを提供する「セキララ☆セール」を紹介。
40歳からのハローワーク〜もしも、あなたが働いたら…〜→アラ40歳（フォー）からのハローワーク〜もしも、あなたが働いたら…〜
子育ても一段落してパートで働きたいと思っている40代の主婦たちに代わり、梅宮アンナ→山口もえがさまざまな職場で1日パート体験をする。支給されたパート代はそのまま梅宮→山口の収入となる。
美セス魔ドンナ〜ダンナの顔が見てみたい♪〜（みセスまドンナ ダンナのかおがみてみたい）
島崎和歌子がキレイな奥様（主に40代・50代、番組内では「魔ドンナ」と呼ばれる）のもとを訪ね、美容法や生活をはじめ、ダンナ様を紹介。最後に「魔ドンナ☆玉手箱」として一方に5万円→金色のボール、もう一方にメイク落とし→黒いボールが入った金の箱と銀の箱からダンナ様が一つ選び、5万円→金色のボールが出た時には5万円が夫婦にプレゼントされるが、メイク落とし→黒いボールが出た時には魔ドンナのスッピンを披露しなければならない。しかし『PREmium』を含め、11人中2人しかスッピンを見られなかったため、第24回からは「魔ドンナのスッピン見せて!」と改題し、島崎が直接交渉のうえで魔ドンナにスッピンを披露してもらう。
本当は教えたくない…テレビ初出し! とっておき奉行
一般人には知り得ない、芸能人ならではのお取り寄せやお宿、こっそりと注目しているイケメン俳優など、とっておきの情報をテレビ初出しで紹介。このコーナーではとっておきの情報を紹介する出演者が裃を着用する。
今週の困ったさん
視聴者から寄せられた周囲にいる迷惑な人を女性パネラー全員で判断し、「困ったさん」と判定された数だけ番組特製「スッキリ小町飴」が贈られる。

## ネット局
| 放送対象地域 | 放送局                | 系列                          | 放送日時                     | 放送開始日     | 遅れ       |
| ------------ | --------------------- | ----------------------------- | ---------------------------- | -------------- | ---------- |
| 近畿広域圏   | 関西テレビ（KTV）     | フジテレビ系列                | 月曜 19:00 - 19:55           | 2013年1月14日  | 制作局     |
| 長野県       | 長野放送（NBS）       | フジテレビ系列                | 土曜 1:05 - 2:05（金曜深夜） | 2013年1月26日  | 遅れネット |
| 熊本県       | テレビくまもと（TKU） | フジテレビ系列                | 金曜 15:52 - 16:50           | 2013年2月1日   | 遅れネット |
| 宮城県       | 仙台放送（OX）        | フジテレビ系列                | 月曜 14:58 - 15:55           | 2013年4月1日   | 遅れネット |
| 沖縄県       | 沖縄テレビ（OTV）     | フジテレビ系列                | 金曜 15:56 - 16:50           | 2013年4月26日  | 遅れネット |
| 長崎県       | テレビ長崎（KTN）     | フジテレビ系列                | 日曜 13:55 - 14:52           | 2013年4月      | 遅れネット |
| 新潟県       | 新潟総合テレビ（NST） | フジテレビ系列                | 水曜 14:00 - 14:55           | 2013年10月30日 | 遅れネット |
| 大分県       | テレビ大分（TOS）     | 日本テレビ系列 フジテレビ系列 | 水曜 16:56 - 17:53           | 不明           | 遅れネット |

## 備考
この番組の出演者がまれにフジテレビほかで同日放送の『ネプリーグ』に出演することもあった。

## スタッフ

### 口出しゴメン!セキララ☆小町
- ナレーション：いたはゆか
- 構成：佐久間貴司、折原麻理、根宜利彰、ほし友実、純子ポッキー
- ブレーン：沢野緑、赤松利恵、勝浦慎吾、田中亮治、溝上清加、山中大
- TD/SW：大嶋徹
- CAM：磯前裕之
- VE：小野寺毅
- 音声：和田啓之
- 照明：鈴木道隆
- 編集：堀田秀治、早川徹哉
- 効果：片岡幸司
- MA：宮島雅俊
- 美術プロデューサー：岡崎忠司
- デザイン：山本直人
- 美術制作：内藤佳奈子
- 美術進行：西口英希、林政之
- 大道具制作：中山寛之
- 大道具操作：三上晋
- アクリル装飾：石橋誉礼
- 電飾：増本正寿、渕井猛司
- マルチ：大高貢
- メイク：上田実穂
- タイトルロゴ：アイディアリミックスクラブ
- タイトル：岡山萌
- CG：T601
- 美術協力：フジアール
- リサーチ：フルタイム
- 技術協力：共同テレビ、共立ライティング
- 協力：クラッチ.、ワイワイワイ、イングス、テレコープ、SOUND-K
- 編成：小川悦司
- 宣伝：宮内覚
- AD：友岡伸介、三浦未来、田中悠司
- ディレクター：池田和彦、四宮孝史、市川晃
- 演出：谷口博邦
- プロデューサー：杉浦史明
- 制作著作：関西テレビ

### セキララ☆新発見 ものしりティーチャー
- ナレーション：鹿瀬ハジメ、筒井敬子
- 構成：佐久間貴司、折原麻理、根宜利彰、東江和佳子、ほし友実
- ブレーン：沢野緑、赤松利恵、勝浦慎吾、田中亮治、溝上清加、山中大
- TD/SW：大嶋徹
- CAM：磯前裕之
- VE：小野寺毅、大橋誠
- 音声：和田啓之
- 照明：鈴木道隆
- 編集：堀田秀治、早川徹哉
- 効果：片岡幸司
- MA：井田憲吾、中川和哉
- 美術プロデューサー：岡崎忠司
- デザイン：山本直人
- 美術制作：内藤佳奈子
- 美術進行：西口英希、林政之
- 大道具制作：中山寛之
- 大道具操作：三上晋
- アクリル装飾：石橋誉礼、池澤明徳
- 電飾：渕井猛司、菅田重樹
- マルチ：大高貢
- メイク：上田実穂
- タイトルロゴ：アイディアリミックスクラブ
- タイトル：岡山萌
- CG：T601
- 美術協力：フジアール
- リサーチ：フルタイム
- 技術協力：共同テレビ、共立ライティング
- 協力：クラッチ.、ワイワイワイ、イングス、テレコープ、D-REC、SOUND-K、エスエスシステム
- 編成：川元敦雄
- 宣伝：豊増雄
- AD：友岡伸介、三浦未来、田中悠司、藤内良宣、岡本和樹
- AP：瀧野侑子
- ディレクター：池田和彦、津田真吾、吉井大二郎
- 演出：谷口博邦
- プロデューサー：杉浦史明
- 制作著作：関西テレビ